# 11 Tracks of Whack
11 Tracks of Whack is het eerste solomuziekalbum van de Amerikaanse musicus Walter Becker. Becker is voornamelijk bekend vanwege zijn werk met Donald Fagen in Steely Dan; beiden zijn zeer perfectionistisch aangelegd en eigenlijk daarom tot elkaar veroordeeld. Fagen is ook hier aanwezig. Zo ook met dit album, dat klinkt als een Steely Dan-album met wat kleine nuanceverschillen.

## Musici
- Walter Becker – basgitaar, gitaar, ukelele, zang
- Dean Parks – gitaar,
- Adam Rogers – gitaar
- John Beasley – toetsinstrumenten
- Donald Fagen – toetsinstrumenten
- Fima Ephron – basgitaar
- Ben Perowsky – slagwerk
- Paulinho da Costa – percussie
- Bob Sheppard – saxofoon, houten blaasinstrumenten
- Bruce Paulson – trombone
- Jon Papenbrook – koperblaasinstrumenten
- Katherine Russell – achtergrondzang
- Brenda White-King – achtergrondzang

## Composities
(Allen van Becker.)
1. "Down in the Bottom" – 4:16
2. "Junkie Girl" – 4:07
3. "Surf and/or Die" – 6:15
4. "Book of Liars" – 4:09
5. "Lucky Henry" – 4:39
6. "Hard Up Case" – 4:56
7. "Cringemaker" (Becker en Parks) – 5:11
8. "Girlfriend" – 5:43
9. "My Waterloo" – 4:02
10. "This Moody Bastard" – 5:18
11. "Hat Too Flat" – 5:26
12. "Little Kawai" – 2:44
13. "Medical Science"[1][2]